# Laurens Janszoon Coster

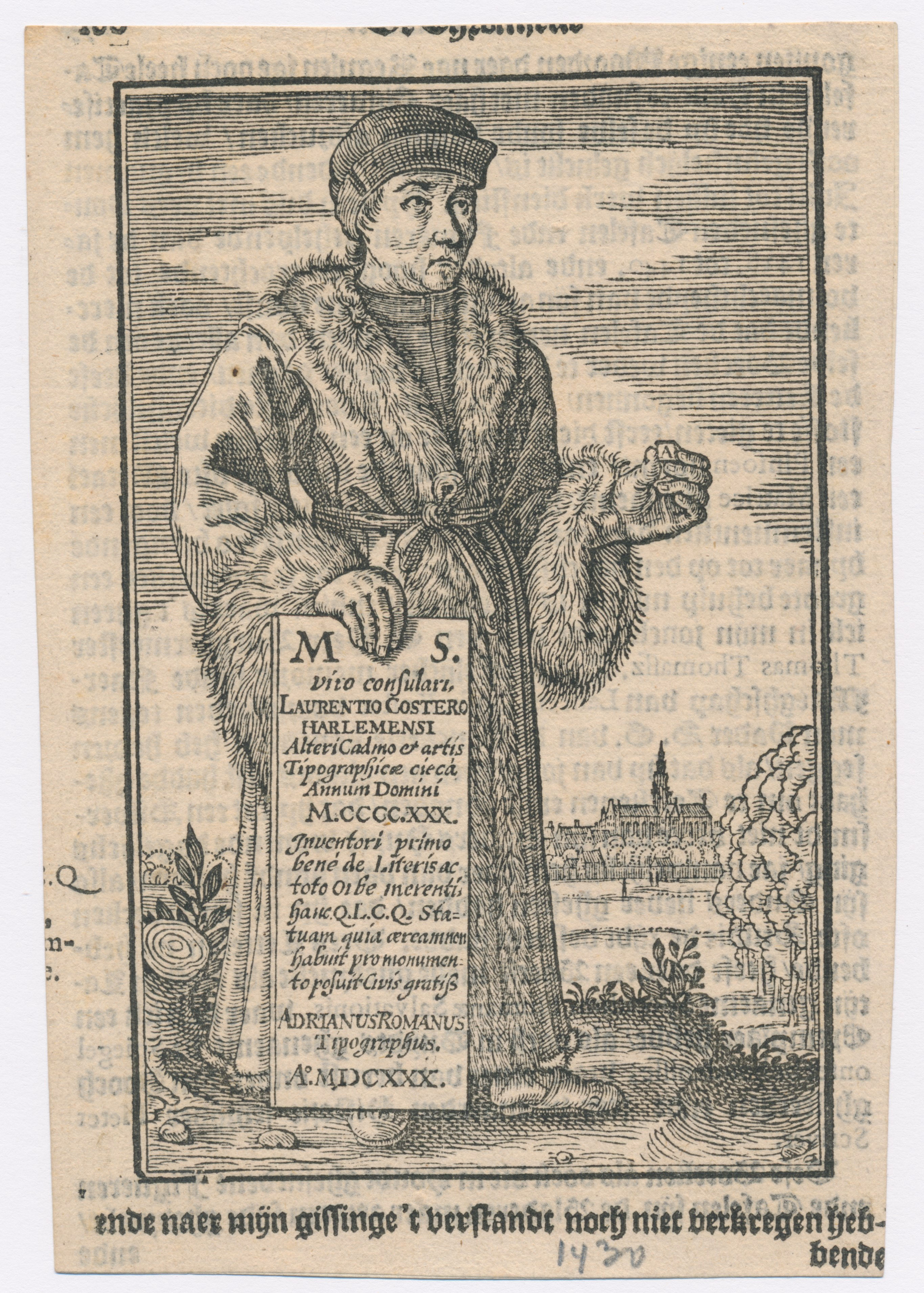
Laurens Janszoon Coster

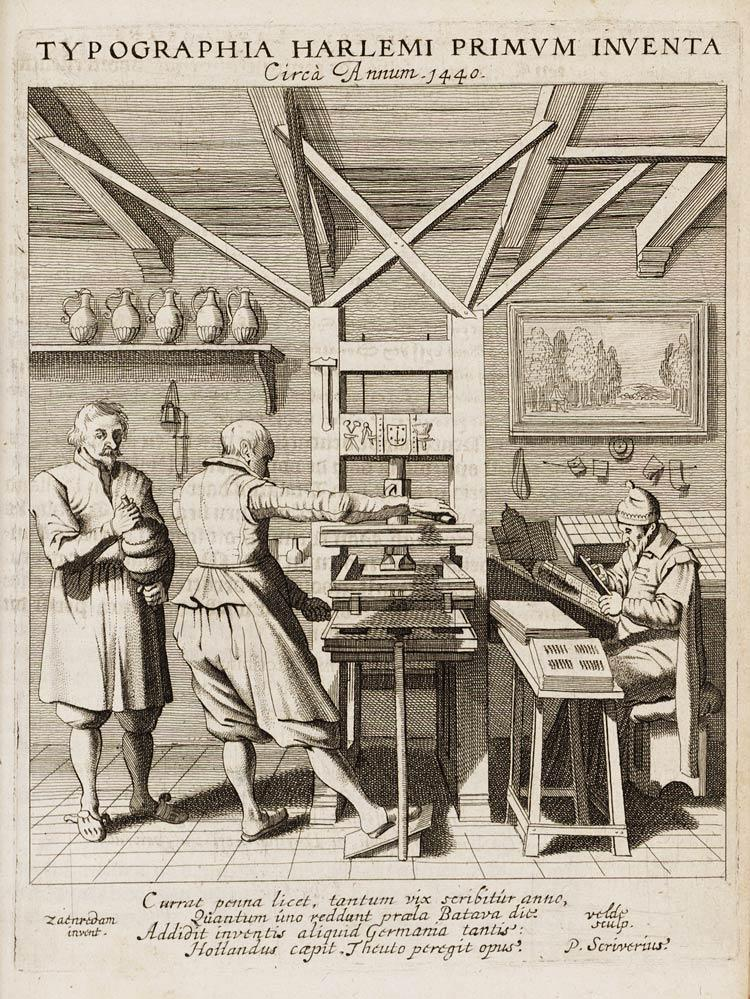
Grabado de 1628 en el libro Petri Scriverii Lavre-Kranz Voor Lavrens Koster Van Haerlem, Eerste Vinder vande Boek-Druckerye, sobre cómo sería la imprenta de Harlem de 1440

Laurens Janszoon Coster fue un fabricante de velas y posadero del pequeño pueblo neerlandés de Haarlem y es considerado por los cronistas y catedráticos Hadrianus Junius (1511-1575) y Petrus Scriverius (1576-1660) el legítimo inventor de la imprenta de tipos móviles.

## Epifanía de su invención
Cierto día caminando por el bosque con su nieto, Coster recogió una pedazo de tronco de árbol y tuvo la idea de tallar una letra en él para que el niño pudiera reproducirla en la arena.  Esto resultaría en la más brillante idea de su existencia ya que -pensaba él- al tener todas las letras del alfabeto le permitiría estampar una y otra vez textos e ilustraciones sobre el papel. Desde ese momento comenzaría su larga jornada, que le llevaría a idear técnicas para reproducir los tipos o bloques de madera en la que incrustaba letras hechas de plomo y latón.
También mejoró la tinta utilizada para adaptarla al nuevo proceso, y construyó una «máquina de imprimir», basada en las prensas utilizadas para la extracción del zumo de uva en la producción vinícola. Luego de arduo trabajo, Coster, tenía una importante colección de tipos y un innovador taller de publicaciones con la colaboración de numerosos empleados que debió contratar para las extensas faenas.

## Primera obra impresa
Laurens finalmente estaba listo para publicar su primer incunabulum (término que se utiliza para referirse a los libros de la infancia de las publicaciones) cuyo título fue El speculum humanae salvationis (El espejo de la Salvación Humana) producido en 1440.  Es de vital importancia notar que la Biblia de Gutenberg no fue publicada sino hasta mediados del siglo XV.

## Plagio de su trabajo
Una noche de vuelta a su casa, Coster entró en su estudio y quedó conturbado al encontrar todas sus herramientas y enseres hechos un verdadero caos y, de su preciosa colección de matrices y tipos móviles, solo le quedaba la letra A.
Se cree que el perpetrador de dicha felonía no fue otro que su asistente Johann Fust, quien desapareció de aquel lugar y nunca más fue visto por esos lares. Cabe mencionar que Fust era oriundo de Mainz, Alemania igual que Gutenberg.
Un año después del ultraje a Coster, se imprimió en Mainz el Doctrinale de Alexander Gallus. Años después Fust demandó a Gutenberg por una deuda monetaria no saldada y cuyo desenlace fue el reconocimiento de todos los derechos y publicaciones a este último.
Por otra parte, Coster regresó a su humilde oficio de vendedor de velas y administrador de posadas en su natal Harleem.

## Reconocimiento póstumo
La ciudad de Haarlem se vistió de gala en 1823 para honrar a uno de sus hijos más ilustres: Laurens Coster, en lo que se llegó a llamar Costerfest, la que fue superada por su versión de 1856, en la cual inclusive se trasladó la estatua de Coster erigida en 1772 hasta el Grote Markt al lado de la catedral del centro de la ciudad y donde se encuentra actualmente.
La estatua de bronce muestra a un Coster ataviado con una especia de túnica, a la usanza de la época, y en su inscripción reza en forma inequívoca: Inventor del arte de la impresión con letras móviles fundidas en metal.  Quizás lo más curioso y digno de resaltar es la pose en la que se encuentra la figura de Coster, que lo muestra furibundo, y no Santa Claus sino un facineroso ladrón que le dejara como regalo navideño solo una letra A.